# Odontophora spiculodentata
Odontophora spiculodentata is een rondwormensoort uit de familie van de Axonolaimidae.